# Poophylax villosa
Poophylax villosa is een keversoort uit de familie platsnuitkevers (Salpingidae). De wetenschappelijke naam van de soort werd in 2005 gepubliceerd door Anderson & Fuller.